# Gabinet Wojskowy Prezydenta Rzeczypospolitej
Gabinet Wojskowy Prezydenta Rzeczypospolitej – organ pracy Prezydenta Rzeczypospolitej, jako zwierzchnika Sił Zbrojnych.
24 kwietnia 1934 minister spraw wojskowych marszałek Polski Józef Piłsudski rozkazem B. Og. Org. 0113 Org. zatwierdził nową organizację Gabinetu Wojskowego Prezydenta RP.
Szef Gabinetu Wojskowego podlegał bezpośrednio Prezydentowi RP, a w sprawach personalnych i dyscyplinarnych ministrowi spraw wojskowych. W stosunku do podległego personelu posiadał uprawnienia dowódcy piechoty dywizyjnej. Kompetencje i zakres prac szefa Gabinetu Wojskowego oraz jego zastępcy regulowały specjalne instrukcje. Kapelan przyboczny oraz adiutanci przyboczni Prezydenta RP służyli do osobistej i wyłącznej dyspozycji Prezydenta RP.
Szefowi Gabinetu Wojskowego bezpośrednio podlegali:
- dowódca Oddziału Zamkowego Prezydenta Rzeczypospolitej,
- dowódca zamkowej kolumny samochodowej,
- dowódca zamkowego plutonu żandarmerii[2].

## Skład osobowy w latach 1934-1939
Skład osobowy nr 1 szefa Gabinetu Wojskowego Prezydenta Rzeczypospolitej liczył 7 oficerów, 2 podoficerów zawodowych oraz 4 funkcjonariuszy cywilnych opłacanych z kredytów osobowych, a także 4 konie wierzchowe:
- szef Gabinetu Wojskowego Prezydenta Rzeczypospolitej (generał brygady),
- zastępca szefa Gabinetu Wojskowego Prezydenta Rzeczypospolitej (pułkownik, oficer dyplomowany),
- referent (major),
- referent – zarządca rezydencji letniej Prezydenta RP w Spale (kapitan[a])
- kapelan przyboczny Prezydenta RP (dziekan),
- organista (urzędnik cywilny III kategorii),
- dwóch adiutantów przybocznych Prezydenta RP (majorowie),
- personel pomocniczy (starszy sierżant, sierżant, 2 urzędników cywilnych III kategorii, niższy funkcjonariusz–goniec)[2].

Pod względem gospodarczym skład osobowy szefa Gabinetu Wojskowego Prezydenta Rzeczypospolitej był przydzielony do Oddziału Zamkowego Prezydenta RP, który był samodzielną jednostką administracyjną. Dowódca Oddziału Zamkowego w imieniu szefa Gabinetu Wojskowego kierował całokształtem spraw administracyjno-budżetowych Gabinetu Wojskowego Prezydenta Rzeczypospolitej.

## Obsada personalna
Szefowie Gabinetu Wojskowego Prezydenta RP
- płk SG Sergiusz Zahorski (VII 1926[3] – 31 VIII 1928[4])
- płk kaw. Jan Głogowski (1 IX 1928[4] – †12 VIII 1935)
- płk art. / gen. bryg. Kazimierz Schally (15 IX 1935[5] – IX 1939[6])

Zastępcy szefa Gabinetu Wojskowego Prezydenta RP
- mjr / ppłk dypl. art. Wojciech Fyda (VII 1926[7] – 1 III 1931[8])
- mjr dypl. art. Marian Kandl[b] (p.o. III[9] – VIII 1931[10])
- mjr dypl. kaw. Kazimierz Gedymin Jurgielewicz (1 IX 1931[11] – 1 VIII 1934[12])
- mjr dypl. piech. Władysław Krawczyk (1 IX 1934[13] – 1936)
- ppłk / płk dypl. piech. Józef Kobyłecki (1938 – 1939[6])

Referenci
- mjr piech. mgr Tadeusz Caspaeri-Chraszczewski – I referent (1939[6])
- kpt. piech. Stanisław Zygmunt Kaczmarski – II referent (1939[6])

Adiutanci przyboczni Prezydenta RP
- kpt. piech. Tadeusz Nagórny (VII 1926[7] – III 1928[14])
- rtm. Kazimierz Gedymin Jurgielewicz (VII 1926[7] – 1929)
- rtm. Wacław Calewski (15 IX 1928[15] – I 1931[16])
- kpt. art. Bolesław Suszyński (do I 1931[17])
- kpt. / mjr art. Zygmunt Gużewski (12 VI 1930 – VII 1936)
- kpt. / mjr piech. Józef Hartman (1934 – 1939[6])
- kpt. mar. Stefan Kryński (1939[6])

Kapelani przyboczni Prezydenta RP
- dziekan ks. Mikołaj Bojanek (1 XII 1928 – III 1934)
- dziekan ks. Jan Humpola (III 1934 – IX 1939[6])